# Leonid Genrichowitsch Chatschijan
Leonid Genrichowitsch Chatschijan (armenisch: Լեոնիդ Գենրիխովիչ Խաչիյան; russisch Леонид Генрихович Хачиян; englisch: Leonid Khachiyan; * 3. Mai 1952 in Leningrad; † 29. April 2005 in South Brunswick, New Jersey, USA) war ein sowjetisch-amerikanischer Mathematiker armenischer Herkunft, der zuletzt an der Rutgers University in New Jersey lehrte. Seine bedeutendste Leistung war die Entwicklung des ersten polynomialen Verfahrens zur Lösung linearer Optimierungsprobleme mit Hilfe der Ellipsoidmethode im Jahre 1979. Obwohl dieses Verfahren für den praktischen Einsatz nicht geeignet war, lieferte es die Grundidee für viele randomisierte Algorithmen in der konvexen Optimierung und war damit ein bedeutendes theoretisches Ergebnis.

## Leben
Chatschijan wurde in Leningrad in eine Familie armenischer Abstammung geboren, mit der er im Alter von neun Jahren nach Moskau zog. Nach dem Studium am Moskauer Institut für Physik und Technologie der russischen Akademie der Wissenschaften erhielt er dort 1978 und 1984 den Doktortitel in Computerorientierter Mathematik bzw. in Informatik. Anschließend verbrachte er an demselben Institut noch einige Jahre als wissenschaftlicher Mitarbeiter in Forschung und Lehre. Im Jahre 1982 gewann er den renommierten Fulkerson-Preis der Mathematical Programming Society und der American Mathematical Society für bedeutende Veröffentlichungen im Bereich der Diskreten Mathematik.
Einige Jahre später, im Jahre 1989, ging Chatschijan als Gastprofessor an das Institut für Operations Research und Wirtschaftsingenieurwesen der Cornell University in New York. Ein Jahr später wechselte er zur Rutgers University in New Jersey, wo er seine Arbeiten auf konvexe Optimierungsprobleme erweiterte. Darüber hinaus veröffentlichte er mit zusammen mit Bahman Kalantari eine Reihe von Artikeln zur Skalierung und Balancierung von Matrizen und arbeitete an Approximationen für multi-commodity flows sowie an Matrixspielen und Dekompositionstechniken für spezielle konvexe Optimierungsprobleme. Im Jahr 2000 wurde Chatschijan US-amerikanischer Staatsbürger.
Im Jahre 2005 starb Leonid Chatschijan überraschend an einem Herzinfarkt. Er hinterließ seine Frau Olga Pischikova Reynberg und seine zwei Töchter Anna und Nina.
1983 war er Gastredner auf dem Internationalen Mathematikerkongress in Warschau (Convexity and complexity in polynomial programming).